# 齐之鸾
齐之鸾（1483年—1534年），字瑞卿，號蓉川，直隸桐城縣（今安徽桐城市），明朝詩人、政治人物。正德辛未進士，嘉靖間官至河南按察使。

## 生平
本姓徐，應天府鄉試第三十三名，正德六年（1511年）中进士，授庶吉士，歷官刑科、吏科、兵科左给事中，敢于直言。嘉靖元年七月被贬为嘉兴府崇德县丞，后升任长兴县知县、青州府同知、南京刑部四川司郎中。嘉靖八年（1529年）四月，升任陕西按察司宁夏佥事。嘉靖九年（1530年）修北长城。調河南按察司副使、山东按察司臨清副使，十二年七月升顺天府府丞，未任，闻山东盗起，复诏留之。終官河南按察使。嘉靖十三年（1534年）卒於任，年五十二。《明史》有传。

## 著作
学识渊博，文彩宏丽，对後世桐城派之兴起有先导作用。著有《蓉川集》、《南征纪行》、《入夏录》等。

## 家族
曾祖父徐琛；祖父徐相，曾任衛經歷；父親徐瑩。母金氏。具庆下。弟之凤、之龙。

## 延伸阅读
[在维基数据编辑]
 《明史卷二百〇八》，出自《明史》